# Еберхард Варо фон Хаген
Еберхард Варо (Бапо) фон Хаген (на немски: Eberhard Bapo (Waro) von Hagen; * ок. 1135/1140; † сл. 1219) е господар на Хаген, започва да се нарича фон Хойзенщам.
Той е син на Конрад II фон Хаген-Арнсбург († 1152/1166) и съпругата му Лукард (Луитгард) фон Бикенбах († сл. 1152), дъщеря на Конрад I фон Бикенбах († сл. 1137) и Майнлиндис фон Катценелнбоген († сл. 1156), дъщеря на граф Хайнрих I фон Катценелнбоген († сл. 1102). Брат му Куно I фон Мюнценберг († 1207) е господар на Мюнценберг, основател на фамилията Хаген-Мюнценберг.
Еберхард фон Хаген получава ок. 1212 г. от Готфрид I фон Епщайн-Хайнхаузен/Хагенхаузен († 1223) селото и замъка Хойзенщам в Хесен. Неговите последници са братята Йохан, Конрад, Зигфрид и Еберхард.

## Фамилия
Еберхард Варо фон Хаген се жени за неизвестна.
Еберхард Варо фон Хаген се жени втори път за Юта фон Хойзенщам († сл. 1232) от Хесен. Той започва да се нарича „фон Хойзенщам“. Те имат две деца:
- Аделхайд фон Хаген, омъжена за Вортвин фон Хоенберг, господар на замък Хомбург фон дер Хьое († сл. 1200)
- Зифрид I фон Хаген, женен за фон Щокхайм; родители на:
  - Зифрид II фон Хойзенщам